# Гуэлф Сторм
«Гуэлф Шторм» (англ. Guelph Storm) — молодёжный канадский хоккейный клуб из города Гуэлф, провинция Онтарио, Канада. Выступает в Хоккейной лиге Онтарио (OHL), одной из трёх лиг, составляющих Канадскую хоккейную лигу (CHL). Свои домашние игры проводит на стадионе «Слиман Центр».
Франшиза была основана как «Торонто Мальборос», которые в 1989 году переехали в Гамильтон и стали «Дьюкс оф Гамильтон». После сезона 1990-91 франшиза была переведена в Гуэлф, и был проведён конкурс на название команды. Том Дуглас представил победный вариант «Storm», и команда была переименована в «Гуэлф Шторм».

## Достижения
- Чемпион OHL: 1998, 2004, 2014, 2019;
- Победители регулярного сезона: 1994-95, 1995-96, 1997-98, 2013-14;